# Capella del Calvari (Arnes)
La Capella del Calvari és una obra d'Arnes (Terra Alta) inclosa a l'Inventari del Patrimoni Arquitectònic de Catalunya.

## Descripció
Se situa sobre un petit monticle a la vora del mateix poble, formant part d'un calvari malmès durant la Guerra Civil. Al costat hi ha les mines de la capella vella del calvari, la nova, és possible que la fes construir el vicari Antoni Ginovès.
La capella és de planta rectangular feta inicialment de carreu (encara que avui dia no es presenta d'aquesta manera en la seva totalitat), amb una porta de mig punt adovellada, sobre la qual es presenta una fornícula i un petit campanar d'espadanya, cobert de teules a dos aigües i amb una petita espitllera a un lateral.
L'interior es troba molt malmès, amb un sostre de canyís molt degradat, pintat de blanc i amb un altar recent, sense cap imatge o cap altre tipus d'ornament.

## Història
Fou costejat per en "Don", un dels principals senyors d'armes, la casa del qual se situa davant de l'església. Sobre l'arc d'entrada hi ha la data de "1815".